# Stawy Walczewskiego
Stawy Walczewskiego – tereny rekreacyjno-sportowe w Grodzisku Mazowieckim. Składają się z dwóch  sztucznych stawów wodnych otoczonych parkiem. Przez teren stawów przepływa Rokicianka.

## Historia
Początkowo teren stawów należał do majątku Jordanowice hr. Skarbka, który sprzedał gospodarstwo rodzinie Walczewskich. Andrzej Walczewski (zm. 1948) w czasie II wojny światowej był członkiem AK, przed wojną działaczem PPS po wojnie zaś prezesem grodziskiej Ochotniczej Straży Pożarnej. 
W 2010 roku przy Stawach Walczewskiego powstał kompleks boisk „Orlik 2012”. 
W 2017 roku teren przeszedł rewitalizację, która objęła min. otwarcie kąpieliska, uporządkowanie terenu parku, budowę pomostów oraz otwarcie wypożyczalni sprzętu wodnego. Obecnie Stawy Walczewskiego są popularnym miejscem wśród mieszkańców Grodziska Mazowieckiego i okolic, są też miejscem, w którym odbywa się dużo imprez miejskich oraz sportowych.
W 2018 roku Stawy Walczewskiego otrzymały wyróżnienie w XXIII edycji ogólnopolskiego konkursu Modernizacja Roku, w kategorii "obiekty sportu i rekreacji".
W 2021 roku, na terenie parku powstała rzeźba pt. „Totem Zwierząt” autorstwa Andrzeja „Andre” Zawadzkiego. Zbudowana jest z pnia topoli, która uległa zniszczeniu podczas burzy. Totem ma wysokość 9,2 metra, co czyni go najwyższą rzeźbą w Polsce.